# وانگ ایهان
وانگ ایهان (انگلیسی: Wang Yihan؛ زادهٔ ۱۸ ژانویهٔ ۱۹۸۸) بدمینتون‌باز اهل چین است.